# Campeonato Mundial de Atletismo de 2009 - 50 km marcha atlética masculina
A marcha atlética masculina de 50 km do Campeonato Mundial de Atletismo de 2009 ocorreu no dia 21 de agosto nas ruas de Berlim.

## Recordes
Antes desta competição, os recordes mundiais e do campeonato nesta prova eram os seguintes:
| Tipo                  | Atleta              | Tempo   | Local      | Data                 | Ref |
| --------------------- | ------------------- | ------- | ---------- | -------------------- | --- |
|                       | Denis Nizhegorodov  | 3:34:14 | Cheboksary | 11 de maio de 2008   | ver |
| Recorde do campeonato | Robert Korzeniowski | 3:36:03 | Paris      | 27 de agosto de 2003 | ver |

## Medalhistas
| Ouro               | Prata                    | Bronze               |
| Trond Nymark (NOR) | Jesús Ángel García (ESP) | Grzegorz Sudoł (POL) |

## Resultados
Estes são os resultados da prova:
| Pos.              | Atleta                           | Tempo   | Notas                |
| ----------------- | -------------------------------- | ------- | -------------------- |
| DSQ               | RUS Sergey Kirdyapkin            | 3:38:35 | Doping               |
| Medalha de ouro   | NOR Trond Nymark                 | 3:41:16 | Recorde nacional     |
| Medalha de prata  | ESP Jesús Ángel García           | 3:41:37 | Recorde da temporada |
| Medalha de bronze | POL Grzegorz Sudol               | 3:42:34 | Recorde pessoal      |
| 4                 | GER André Höhne                  | 3:43:19 | Recorde pessoal      |
| 5                 | AUS Luke Adams                   | 3:43:39 | Recorde pessoal      |
| 6                 | AUS Jared Tallent                | 3:44:50 | Recorde da temporada |
| 7                 | ITA Marco De Luca                | 3:46:31 | Recorde pessoal      |
| 8                 | FIN Jarkko Kinnunen              | 3:47:36 | Recorde pessoal      |
| 9                 | SVK Matej Tóth                   | 3:48:35 |                      |
| 10                | CHN Faguang Xu                   | 3:48:52 | Recorde pessoal      |
| 11                | FRA Yohann Diniz                 | 3:49:03 |                      |
| 12                | MEX Jesús Sánchez                | 3:50:55 | Recorde pessoal      |
| 13                | LTU Donatas Škarnulis            | 3:50:56 | Recorde da temporada |
| 14                | CHN Chengliang Zhao              | 3:53:06 |                      |
| 15                | UKR Oleksiy Shelest              | 3:54:03 | Recorde pessoal      |
| 16                | LTU Tadas Šuškevicius            | 3:54:29 | Recorde pessoal      |
| 17                | JPN Koichiro Morioka             |         |                      |
| 18                | MEX Horacio Nava                 | 3:56:26 | Recorde da temporada |
| 19                | FRA Herve Davaux                 | 3:57:10 | Recorde pessoal      |
| 20                | SWE Andreas Gustafsson           | 3:57:53 | Recorde pessoal      |
| 21                | POL Rafal Augustyn               | 3:58:30 |                      |
| 22                | POR Augusto Cardoso              | 3:59:10 | Recorde da temporada |
| 23                | SVK Miloš Bátovský               | 3:59:39 |                      |
| 24                | CHN Lei Li                       |         |                      |
| 25                | ESP Mikel Odriozola              | 4:00:54 |                      |
| 26                | FRA Cedric Houssaye              | 4:02:44 | Recorde da temporada |
| 27                | ITA Diego Cafagna                | 4:08:04 |                      |
| 28                | ESP José Alejandro Cambil        | 4:13:14 |                      |
| 29                | ECU Magno Mesías Zapata          | 4:15:28 |                      |
| 30                | GUA Luis Fernando García         | 4:18:13 | Recorde da temporada |
|                   | JPN Takayuki Tanii               | DSQ     |                      |
|                   | JPN Yuki Yamazaki                | DSQ     |                      |
|                   | MEX Omar Zepeda                  | DSQ     |                      |
|                   | BRA Mário José dos Santos Junior | DNF     |                      |
|                   | ESA Marco Benavides              | DNF     |                      |
|                   | GRE Konstadínos Stefanópoulos    | DNF     |                      |
|                   | IRL Jamie Costin                 | DNF     |                      |
|                   | IRL Colin Griffin                | DNF     |                      |
|                   | ITA Alex Schwazer                | DNF     |                      |
|                   | LAT Ingus Janevics               | DNF     |                      |
|                   | NOR Erik Tysse                   | DNF     |                      |
|                   | POL Rafal Fedaczynski            | DNF     |                      |
|                   | POR António Pereira              | DNF     |                      |
|                   | RUS Yuriy Andronov               | DNF     |                      |
|                   | RUS Denis Nizhegorodov           | DNF     |                      |
|                   | SRB Nenad Filipovic              | DNF     |                      |

Legenda
| Recorde mundial       | Recorde mundial (World record)               |                       | Recorde africano                      | Recorde africano (African) |                                           | Q | Classificado por posição (Qualified) |
| Recorde do campeonato | Recorde do campeonato (Championship record)  | Recorde da América    | Recorde da América (Americas)         | q                          | Classificado por melhor tempo (Qualified) |   |                                      |
| Melhor marca do ano   | Melhor marca do ano (World leading)          | Recorde asiático      | Recorde asiático (Asian)              | DNS                        | Não largou (Did not start)                |   |                                      |
| Recorde nacional      | Recorde nacional (National record)           | Recorde europeu       | Recorde europeu (European)            | DNF                        | Não terminou (Did not finish)             |   |                                      |
| Recorde pessoal       | Recorde pessoal do atleta (Personal best)    | Recorde da Oceania    | Recorde da Oceania (Oceania)          | DSQ / DQ                   | Desclassificado (Disqualified)            |   |                                      |
| Recorde da temporada  | Recorde da temporada do atleta (Season best) | Recorde sul-americano | Recorde sul-americano (South America) | NM                         | Sem marca (No mark)                       |   |                                      |